# Contea di Goryeong
La contea di Goryeong (Goryeong-gun; 고령군; 高靈郡) è una delle suddivisioni della provincia sudcoreana del Nord Gyeongsang.